# Servoconversor
Um servoconversor é um amplificador eletrônico especial usado para alimentar servomecanismos elétricos.
Um servoconversor monitora o sinal de feedback do servomecanismo e ajusta continuamente o desvio do comportamento esperado.

## Função
Um servoconversor recebe um sinal de comando de um sistema de controle, amplifica o sinal e transmite corrente elétrica para um servomotor, a fim de produzir um movimento proporcional ao sinal de comando. Normalmente, o sinal de comando representa a velocidade desejada, mas também pode representar o torque ou a posição desejada. Um sensor conectado ao servomotor relata o status real do motor de volta ao servoconversor. O servoconversor compara o status atual do motor com o status do motor comandado. Em seguida, altera a tensão, frequência ou largura de pulso para o motor, a fim de corrigir qualquer desvio do status comandado.
Em um sistema de controle configurado corretamente, o servomotor gira a uma velocidade que se aproxima muito do sinal de velocidade recebido pelo servoconversor do sistema de controle. Vários parâmetros, como rigidez (também conhecido como ganho proporcional), amortecimento (também conhecido como ganho derivado) e ganho de realimentação, podem ser ajustados para alcançar o desempenho desejado. O processo de ajuste desses parâmetros é chamado de ajuste de desempenho.
Embora muitos servomotores exijam um inversor específico para essa marca ou modelo de motor em particular, agora existem muitos inversores compatíveis com uma ampla variedade de motores.

## Uso na indústria
Servo sistemas podem ser usados em usinagem CNC, automação de fábrica e robótica, entre outros usos. Sua principal vantagem sobre os motores CC ou CA tradicionais é a adição de feedback do motor. Esse feedback pode ser usado para detectar movimentos indesejados ou para garantir a precisão do movimento comandado. O feedback geralmente é fornecido por um codificador de algum tipo. Os servos, em uso de mudança de velocidade constante, têm um ciclo de vida melhor que os motores de bobina CA típicos. Os servomotores também podem atuar como freio, evitando a eletricidade gerada a partir do próprio motor.